# Joan de Sagarra
Joan de Sagarra Devesa (París, 8 de enero de 1938-Barcelona, 9 de mayo de 2025) fue un periodista y crítico teatral español. Cronista de la vida cultural barcelonesa.

## Biografía
Hijo del poeta Josep Maria de Sagarra. Estudió en el Instituto de Estudios Teatrales de la Sorbona y, tras regresar a Barcelona, ejerció el periodismo en Tele/eXprés, El País, El Temps y La Vanguardia, entre otras publicaciones. Se le atribuye la paternidad del concepto de Gauche Divine, un movimiento de intelectuales y artistas de izquierda que se extendió en la Barcelona de la década de los 60 y comienzos de los 70, la mayoría de cuyos miembros procedían de la burguesía y las clases pudientes de la capital catalana.
Fue miembro del Foro Babel, iniciativa cívica de defensa del bilingüismo en Cataluña frente a la política lingüística monolingüista del gobierno de Jordi Pujol.
En 1998 recibió el premio Ciudad de Barcelona de periodismo; en 2006, el título de Oficial de las Artes y las Letras y en 2008, el Premio Nacional de Periodismo de Cataluña y la Medalla de Oro al Mérito Cultural, otorgada por el Ayuntamiento de Barcelona. En 2013 ganó el premio José Luis Giménez-Frontín, concedido por la Asociación Colegial de Escritores de Cataluña (ACEC).
Recopiló algunos de sus artículos en los libros Las rumbas de Joan de Sagarra (1971) y La horma de mi sombrero (1997).